# Simulium zaporojae
Simulium zaporojae es una especie de insecto del género Simulium, familia Simuliidae, orden Diptera.

## Distribución
Se distribuye por Ucrania.

## Taxonomía
Fue descrita científicamente por Pavlichenko, 1986.